# Simsätt
Simsätt är de olika kända sätt som man kan simma på och som kännetecknas av arm- och benrörelser och av kroppsställningen i vattnet.
Det finns fyra olika simsätt som används vid tävlingar. De är bröstsim, ryggsim, fjärilsim och frisim (även kallat crawl). Tävlingsgrenen där man simmar alla dessa simsätt kallas medley. Medley kan i tävlingssammanhang simmas i sträckor från 50 meter till 1 500 meter (för juniorer förekommer även 25 meter). Individuellt simmas medley i ordningen: fjärilsim, ryggsim, bröstsim, och frisim. I lagtävlingar simmas medley i ordningen: ryggsim, bröstsim, fjärilsim, och slutligen frisim. Man börjar med ryggsim eftersom det är det enda simsättet där man startar i vattnet istället för att dyka i vattnet.